# حاجته
در شهرستان تنکابن استان مازندران دو روستا بنام حاجته وجود دارد
حاجته، روستایی است از توابع بخش مرکزی شهرستان تنکابن در استان مازندران ایران. که در دهستان گلیجان قرار دارد.
حاجته ، روستایی از توابع    بخش مرکزی شهرستان تنکابن در استان مازندران  (نام قدیم آن  روستای حاجته جاربند بوده) و مسیر دسترسی آن از جاده لشتو  میسر است. در مسیر این روستای بکر  آبشار جلیسان واقع است. این روستا از جمعیت بسیار کمی برخوردار است. برای دیدن مسیر این روستا لینک زیر را کلیک کنید.https://goo.gl/maps/kijPHdtwgVCCGdhK6

## جمعیت
این روستا در دهستان گلیجان قرار دارد و براساس سرشماری مرکز آمار ایران در سال ۱۳۸۵، جمعیت آن ۲۷ نفر (۸خانوار) بوده‌است.